# 養命酒製造
養命酒製造株式会社（ようめいしゅせいぞう、英語：YOMEISHU SEIZO CO.,LTD.）は、東京都渋谷区に本店を置く、薬用酒「養命酒」の製造販売などを行う医薬品製造会社である。
コーポレートスローガンは長年設けられなかったが、2023年現在は「次のすこやかさへ、一歩一歩」を使用。それ以前は、2010年4月の「ハーブの恵み」発売を機に「自然の力を心と体に」を設定。「ハーブの恵み」テレビCMのエンディングに表示されている。

## 沿革
- 1602年（慶長7年）- 信州の伊那郡大草領（伊那郡大草村、現在の長野県上伊那郡中川村大草）の庄屋である塩澤家の当主・塩澤宗閑によって「養命酒」製造開始。
- 1923年（大正12年）6月20日 - 長野県上伊那郡中川村に株式会社天龍舘を設立。
- 1925年（大正14年）- 東京・渋谷に天龍舘東京支店を開設。
- 1949年（昭和24年）- 焼酎「天龍誉」を発売。
- 1951年（昭和26年）- 長野県岡谷市に岡谷工場を開設。商号を養命酒製造株式会社に改称。
- 1953年（昭和28年）- 京都府宇治市に関西支店を開設。
- 1955年（昭和30年）- 東京証券取引所に上場。
- 1956年（昭和31年）- 本店を東京都渋谷区に移転。
- 1961年（昭和36年） - 埼玉県入間郡鶴ヶ島村（現・鶴ヶ島市）に埼玉工場を開設。
- 1963年（昭和38年）- 関西支店を京都市伏見区に移転。
- 1964年（昭和39年）- 長野県岡谷市に技術研究所を開設。
- 1971年（昭和46年）- 関西支店を大阪市福島区に移転、大阪支店と改称。
- 1972年（昭和47年）- 長野県駒ヶ根市に駒ヶ根工場を新設。
- 1975年（昭和50年）- 技術研究所を長野県上伊那郡箕輪町に移転、中央研究所と改称。
- 1982年（昭和57年）- 「家醸本みりん」を発売。
- 1989年（平成元年）- 本店新社屋竣工。
- 2005年（平成17年）- 大正製薬と業務提携発表。
- 2006年（平成18年） - 埼玉工場を閉鎖。
- 2010年（平成22年）- 酒類としての「養命酒」に代わるリキュール「ハーブの恵み」を発売。長野県諏訪市諏訪湖湖畔に健康生活提案型複合施設「くらすわ[4]」を開業。
- 2012年（平成24年）- 大正製薬グループの組織再編による現物配当に伴い、筆頭株主が大正製薬から同社の親会社である大正製薬ホールディングスに変更。
- 2017年（平成29年）- 茨城県水戸市と薬草活用に関する協働事業協定を締結。水戸市植物公園内に「水戸 養命酒ハーブ園」を開設[5]。3月1日、「高麗人参酒」を新発売[6]。
- 2020年（令和2年）- 台湾台北市に台北支店開設。東京都墨田区に「くらすわ 東京スカイツリータウン・ソラマチ店」、長野県松本市に「和ダイニングくらすわ」を開業。
- 2023年（令和5年）3月17日 - 名古屋証券取引所プレミア市場に上場している当社株式を廃止[7]。
- 2025年（令和7年）3月21日 - 大正製薬ホールディングスが保有する全株式を湯沢株式会社に譲渡し、湯沢株式会社が筆頭株主となった。これに伴い、大正製薬ホールディングスとの資本・業務提携を解消した[8][9]。

## 歴代社長
- 塩澤貞雄：1923年 - 1927年
- 河野正一：1927年 - 1939年
- 小林信人：1939年 - 1943年
- 塩澤友茂：1943年 - 1946年
- 塩澤正治：1946年 - 1953年
- 塩澤友茂：1953年 - 1955年
- 塩澤総：1955年 - 1973年
- 塩澤護：1973年 - 2001年（友茂の子)
- 塩澤崇浩：2001年 - 2004年（友茂の子)
- 塩澤太朗：2004年 - 2024年（護の子)
- 田中英雄：2024年 - [10]

## 事業所
本店
- 東京都渋谷区南平台町16-25

大阪支店
- 大阪府大阪市福島区福島6-2-6 大阪安藤ハザマビル4階

駒ケ根工場
- 長野県駒ヶ根市赤穂16410

## 商品

### 医薬品
- 薬用養命酒【第2類医薬品】

### 酒類
- 夜のやすらぎ ハーブの恵み
- 生姜のお酒
- 高麗人参酒
- 香の森
- 香の雫
- 2種のグレープフルーツとハーブのクラフトジンカクテル
- はちみつのお酒
- かりんとはちみつのお酒
- フルーツとハーブのお酒 香る白桃と杏仁
- フルーツとハーブのお酒 ザクロ&ラズベリーとローズヒップ
- フルーツとハーブのお酒 ピンクグレープフルーツとジンジャー

### 食品
- 養命酒製造クロモジのど飴
- 養命酒製造クロモジのど飴󠄀 生姜はちみつ
- グミ×サプリ 鉄分＆葉酸
- グミ×サプリ ビタミンC＆食物繊維
- グミ×サプリ マカ＆亜鉛
- グミ×サプリ コラーゲン＆ヒアルロン酸
- 食べる前のうるる酢 Beauty アサイー×カシス味
- 食べる前のうるる酢 Beauty 桃味
- 養命水
- 高麗人参黒酢
- 養命酒製造の黒酢
- 家醸本みりん

### 機能性表示食品
- 生姜黒酢
- 黒豆黒酢
- 養命酒製造 甘酒

## 過去の商品

### 指定医薬部外品
- ハーブプラス[11]

### 酒類
- 養命酒
- 天龍誉

### 食品
- 食べる前のうるる酢 Beauty アセロラ×キウイ味
- 食べる前のうるる酢 Beauty ローズヒップ×ザクロ味

## CM出演者
現在
- 草刈正雄
- 武田真一[12]

過去
- 坪井研二
- 山本學
- 大和田獏
- みのもんた
- 木ノ葉のこ
- 吉沢京子
- 立川志の輔
- 草笛光子
- 三田村邦彦
- 辰巳琢郎
- 藤田まこと
- 本上まなみ
- 原田美枝子
- ゴルゴ13
- 中嶋朋子
- 唐橋ユミ
- 藤井隆・乙葉夫妻

## 提供番組（殆どが放送終了、過去である）

### テレビ
- ありがとう!この人に（フジテレビ系列）
- ゴールデン洋画劇場（フジテレビ系列）
- 金曜プレステージ（フジテレビ系列）
- TBS木曜9時枠の連続ドラマ（TBS系列）
- 東海テレビ制作昼の帯ドラマ（東海テレビ制作・フジテレビ系列)
- 世界まる見え!テレビ特捜部（日本テレビ系列）
- 土曜ワイド劇場（テレビ朝日系列）
- 月曜ドラマスペシャル（TBS系列）
- ザ・チャンス!（TBS系列）
- 木曜ゴールデンドラマ（読売テレビ制作・日本テレビ系列）
- いつみても波瀾万丈（日本テレビ系列）
- 笑点（日本テレビ系列）
- 踊る!さんま御殿!!（日本テレビ系列）
- 木曜ドラマ（テレビ朝日系列）
- マツコの知らない世界（TBS系列）
- 報道特集（TBS系列）
- がっちりマンデー!!（TBS系列）
- ウチ、"断捨離"しました!（BS朝日）

### ラジオ
- 少年探偵団（ニッポン放送）
- 藤村俊二の歌謡一直線（ニッポン放送・NRN系列）
- 円鏡（圓蔵）の歌謡一直線（ニッポン放送・NRN系列）
- 養命酒 健康談話室（TBSラジオ）